# NGC 3093
NGC 3093 је елиптична галаксија у сазвежђу Секстант која се налази на NGC листи објеката дубоког неба.
Деклинација објекта је - 2° 58' 17" а ректасцензија 10h 0m 53,5s. Привидна величина (магнитуда) објекта NGC 3093 износи 14,2 а фотографска магнитуда 15,2. NGC 3093 је још познат и под ознакама MCG 0-26-7, CGCG 8-21, NPM1G -02.0249, PGC 28977.